# Tania Haiböck
Tania Haiböck, née le 3 mars 1974 à Linz en Autriche est une triathlète professionnelle, triple championne d'Autriche (2002, 2004 et 2008).

## Palmarès
Le tableau présente les résultats les plus significatifs (podium) obtenus sur le circuit national et international de duathlon et de triathlon depuis 2002,.
| Année | Compétition                             | Pays     | Position      | Temps           |
| ----- | --------------------------------------- | -------- | ------------- | --------------- |
| 2008  | Championnat d'Autriche                  | Autriche | Médaille d'or | 1 h 57 min 12 s |
| 2006  | Championnat d'Autriche de duathlon      | Autriche | Médaille d'or | Timing          |
| 2006  | Coupe d'Europe - Étape de Copenhague    | Danemark | Médaille d'or | 2 h 7 min 16 s  |
| 2006  | Coupe d'Europe - Étape de Kitzbühel     | Autriche | Médaille d'or | 2 h 3 min 19 s  |
| 2005  | Championnat d'Autriche de duathlon      | Autriche | Médaille d'or | Timing          |
| 2005  | Coupe d'Europe - Étape premium d'Alanya | Turquie  | Médaille d'or | 2 h 7 min 59 s  |
| 2004  | Championnat d'Autriche                  | Autriche | Médaille d'or | Timing          |
| 2002  | Championnat d'Autriche                  | Autriche | Médaille d'or | Timing          |